# Червоїд рудогузий
Червоїд рудогузий (Leiothlypis luciae) — вид горобцеподібних птахів родини піснярових (Parulidae). Поширений у Північній Америці.

## Назва
Вид названий на честь Люсі Хантер Бейрд, дочки орнітолога Спенсера Фуллертона Бейрда. Українську назву він отримав через червоно-помаранчевий огузок.

## Поширення
Під час репродуктивного сезону вид поширений на південному заходу Сполучених Штатів і північному заходу Мексики (на північ від Нижньої Каліфорнії та Сонори). Зимує на мексиканському тихоокеанському узбережжі від Сіналоа до Герреро. Мешкає в пустелях, переважно в прибережній рослинності, з великою кількістю чагарників або мескітових рослин.

## Опис
Середня довжина дорослих особин становить 10 см. Самиці і самці схожі. Це птахи з сірими головою, шиєю, спиною, крилами і хвостом. Черевні частини (горло, груди, живіт і підхвістя) світло-сірі або білуваті. На голові є невелика червонувато-коричнева пляма на тімені і біле кільце навколо кожного ока. Його відмінна риса — червонувато-коричневий колір крупа і надхвостового покриву.

## Спосіб життя
Вони будують гніздо в дуплах дерев, з тонких рослинних волокон. Самиця відкладає від 3 до 6 білих яєць з коричневими плямами. У гніздо може підкидувати свої яйця вашер буроголовий (Molothrus ater). Харчується в основному комахами і може утворювати невеликі харчові групи.